# David Dixon Porter
David Dixon Porter (8. juni 1813 – 13. februar 1891) var en amerikansk admiral, som blev en af de mest bemærkelsesværdige flådehelte under den amerikanske borgerkrig.
Porter var en af de første officerer i den amerikanske flåde, der fik rangen kontreadmiral. Før borgerkrigen havde ingen officer haft højere rang end commodore, da admiral blev opfattet som havende royale bibetydninger.

## Karriere før borgerkrigen
Født i Chester, Pennsylvania, var Porter søn af Commodore David Porter, USN (1780–1843), en helt fra Krigen i 1812.
Hans kone, Georgie Ann Patterson, var datter af Commodore Daniel Patterson (også en helt fra krigen i 1812), hvilket gjorde ham til svoger af Carlile Pollock Patterson og af Admiral Thomas H. Patterson. Han var bror til William D. Porter, fosterbror til David G. Farragut; fætter til Fitz John Porter; og svoger af den konfødererede general Thomas A. Harris.
Han indledte sin karriere til søs som kadet i den mexicanske flåde i 1826, og gik derefter på Columbia College i New York. Han gik ind i den amerikanske flåde som kadet den 2. februar 1829. Han var tilknyttet kystopmålingen fra 1836-1840 og var derefter på krydstogt i brazilianske farvande. Han giftede sig med Georgie Ann Patterson den 10. marts 1839 og de fik 10 børn, heriblandt oberstløjtnant Carlile Patterson Porter. Han gjorde senere tjeneste ved U.S. Naval Observatory i Washington, D.C. Han gjorde også tjente i den Mexicansk-amerikanske krig.

## Tjeneste i borgerkrigen
I 1861 sluttede Porter sig til Flådens eskadre i Den Mexicanske Golf som kommandør af USS Powhatan. Han blev forfremmet til kommandør den 22. april 1861, og til kommandørkaptajn den 7. februar 1863. Han tog i 1862 del i ekspeditionen op ad Mississippi-floden til New Orleans, med kommandoen over 21 morter både og adskillige dampere. Om bord på sit flagskib USS Black Hawk havde han kommandoen over Mississippi flodeskadren under Vicksburg kampagnen i 1862–63 og under Red River kampagnen i 1864 og 1865, hvor han tvang kanonbåden Missouri til overgivelse. Porter var fremtrædende i belejringen af Vicksburg, blev såret i hovedet under amfibieoperationerne ved Grand Gulf, Mississippi, den 20. april 1863, og blev forfremmet til kontreadmiral den 4. juli 1863, den dag Sydstatshæren overgav sig i Vicksburg. Han modtog Kongressens tak i april 1864: "For alt den eminente færdighed, udholdenhed og mod som blev udvist af ham og hans eskadre i samarbejde med hæren ved åbningen af Mississippi-floden."
I 1864 ledede Porter den Nordatlantiske blokade eskadre og deltog i slaget ved Port Fisher i januar 1865. Igen modtog han Kongressens tak:
| „ | ... til kontreadmiral David D. Porter og officerer, underofficerer, søfolk og marinere under hans kommando for det enestående mod og færdiheder udvist af dem i angrebet på Fort Fisher og den brilliante og afgørende sejr hvorved denne vigtige stilling blev erobret fra de oprørske styrker og bragt i De Forenede Staters besiddelse, samt for deres lange og trofaste tjeneste og urokkelige pligttroskab overfor landet i tider med store vanskeligheder og farer | “ |

I slutningen af marts 1865 nær slutningen af borgerkrigen inviterede Unionens øverstkommanderende general Ulysses S. Grant, præsident Abraham Lincoln til at besøge sit hovedkvarter ved City Point, Virginia. William Tecumseh Sherman kom tilfældigvis oo til City Point fra North Carolina på samme tidspunkt og Porter sluttede sig til gruppen. Som følge heraf konfererede Lincon, Grant, Sherman og Porter sammen på præsidentens båd "River Queen". Dette firesidede møde blev fastholdt i et berømt maleri af G.P.A. Healy med titlen "Fredsskaberne." Arkiveret 6. marts 2016 hos  Wayback Machine

## Karriere efter krigen
Porter blev forfremmet til viceadmiral i juli 1866 og til admiral den 17. oktober 1870. Det gjorde ham til flådens højest rangerende officer i tiden efter krigen. Hans første opgave var som chef for Navigationskontoret i U.S. Navy. Fra 1866 til 1870 var han leder af flådeakademiet.
Inden sin død skrev han adskillige bøger og romaner. Han døde i Washington, D.C., (nogle kilder siger Harrisburg, Pennsylvania) og ligger begravet på Arlington National Cemetery.

## Udgivelser
Admiral Porter skrev flere bøger:
- Memoir of Commodore David Porter, of the United States Navy (udgivet i 1875, om hans far)
- The Adventures of Harry Marline (1885)
- Allan Dare and Robert le Diable (1885)
- Arthur Merton, a Romance (1885)
- Incidents and Anecdotes of the Civil War (1885) Arkiveret 11. maj 2011 hos  Wayback Machine
- The Naval History of the Civil War (1886)
- High Old Salts: Stories Intended for the Marines (medforfatter, 1876)
- The Pictorial Battles of the Civil War (1885)

## Arv
Fem skibe har fået navnet USS Porter efter ham og hans far. Porter Road, også kendt som Officer's Row, på flådeakademiet blev opkaldt efter ham.